# Большой Луг (Бурятия)
Большо́й Луг (бур. Ехэ Нуга) — улус в Кяхтинском районе Бурятии. Административный центр сельского поселения «Большелугское».
Население — 653 чел. (2010).

## География
Расположен в 57 км к северо-востоку от районного центра, города Кяхта (по автодороге через Субуктуй), на левобережье Чикоя, у западного края поймы реки, в 3,5 км от основного русла. В 2 км к востоку от улуса проходит административная граница с Бичурским районом.

## Население
| 2002 | 2010 |
| ---- | ---- |
| 830  | ↘653 |

## Инфраструктура
Средняя общеобразовательная школа, врачебная амбулатория.

## Известные люди
- Будажапова, Евгения Дампиловна (1949―2012) ― российская бурятская художницы, Заслуженный художник Республики Бурятия, Народный художник Республики Бурятия, дважды Лауреат Государственной премии Республики Бурятия в области литературы и искусства[3].